# Фельден, Эмиль Якоб
Эмиль Якоб Фельден (нем. Emil Jakob Felden; 7 мая 1874, Монтиньи-ле-Мец, Германия, — 4 декабря 1959, Бремен, ФРГ) — немецкий протестантский богослов, деятель СДПГ и писатель.

## Биография
Родился в семье жандарма, подрабатывающего бондарством. Фельден, воспитанный в духе либерального протестантизма, изучал в Страсбургском университете богословие, философию и экономику (среди его однокашников был Альберт Швейцер). После рукоположения в 1899 году в Страсбурге стал викарием и воспитателем в Альбершвейлере (ныне — департамент Мозель), а со следующего года — в Делингене (ныне — департамент Нижний Рейн). С 1904 года до марта 1907 года работал главным редактором кольмарской газеты Elsässischer Tageblatt, в то же время публикуя собственные рассказы и романы и выступая с многочисленными лекциями. Прослужив некоторое время в одном из приходов Майнца, 1 октября 1907 года Фельден стал настоятелем бременской церкви святого Мартина.
Как богослов, Фельден находился на позициях радикализма. Выступал за свободу религиозности от церковных догматов. Исповедовал этику природной религиозности, ориентируясь на опыт, накопленный современной историей. Отвергал новые сборники псалмов и критиковал бременскую купеческую гильдию за отсталость. Причащение стало у Фельдена общим для всего прихода.
Кроме этого, Фельден выказывал нетипичную для духовенства политическую прогрессивность — в частности, выступал за права женщин и отделение церкви от государства. После Первой мировой войны боролся против антисемитизма. В 1919 году вступил в СДПГ и в 1921—1922 годах был одним из её депутатов в бременском парламенте, а в 1923—1924 годах — в рейхстаге.
Возрастающая популярность Фельдена среди рабочих вызывала зависть у партийных функционеров, и в итоге он был вынужден отойти от партийной деятельности. В 1927 году вышел роман Фельдена «Путь человека», рассказывающий о Фридрихе Эберте.
После прихода нацистов к власти «Путь человека» оказался в числе сжигаемых книг. 30 июня 1933 года Фельден был лишен прихода. В 1941—1943 годах, после появления свободного места, вновь служил пастором в Эльзасе. В 1946 году благодаря президенту коллегии лютеранской церкви Бремена восстановлен в правах священника. В 1953 году вернулся в Бремен.
Фельден был масоном и состоял в великой ложе «Восходящего солнца». Он был женат и имел от первого брака двух сыновей и двух дочерей, одна из которых, Герда Матейка-Фельден, стала известной художницей и преподавательницей искусства.
Альберт Швейцер так отозвался о бывшем однокашнике: «Он стал борцом благодаря своему идеализму».
В честь Фельдена в бременском районе Оберфиланд назван проезд (Emil-Felden-Weg).

## Избранные сочинения
- Der Spiritismus. — Leipzig: Oldenburg & Co., 1910.
- Alles oder nichts. Kanzelreden über Henrik Ibsens Schauspiele. — Leipzig: Verlag Die Tat, 1911.
- Die Trennung von Staat und Kirche. — Jena: Verlag Eugen Diederichs, 1911.
- Im Strome von Zeit und Ewigkeit. Ein Buch der Andacht für freie Menschen. — Berlin: Oldenburgverlag.
- Königskinder: Briefe aus schwerer Trennungszeit einer Ehe. — Leipzig: Oldenburgverlag, 1914.
- Menschen von Morgen. Ein Roman aus zukünftigen Tagen. — Berlin: Oldenburgverlag.
- Sieghafte Menschen. Roman in 2 Büchern. — Berlin: Oldenburg, 1920.
- Die Sünde wider das Volk. — Berlin: Oldenburg, 1920.
- Der Mann mit dem harten Herzen und andere Märchen und Geschichten für Groß und Klein. — Berlin: Oldenburgverlag, 1922.
- Eines Menschen Weg. Ein Fritz-Ebert-Roman. — Bremen: Friesen-Verlag, 1927.
- Die Kaninchenzucht. // Des Landmanns Winterabende. — Band 78. — Stuttgart: Eugen Ulmer.